# Río Tinto (Spanien)
Río Tinto är ett vattendrag i Spanien. Det ligger i den sydvästra delen av landet, 500 km sydväst om huvudstaden Madrid.